# Имперская федерация

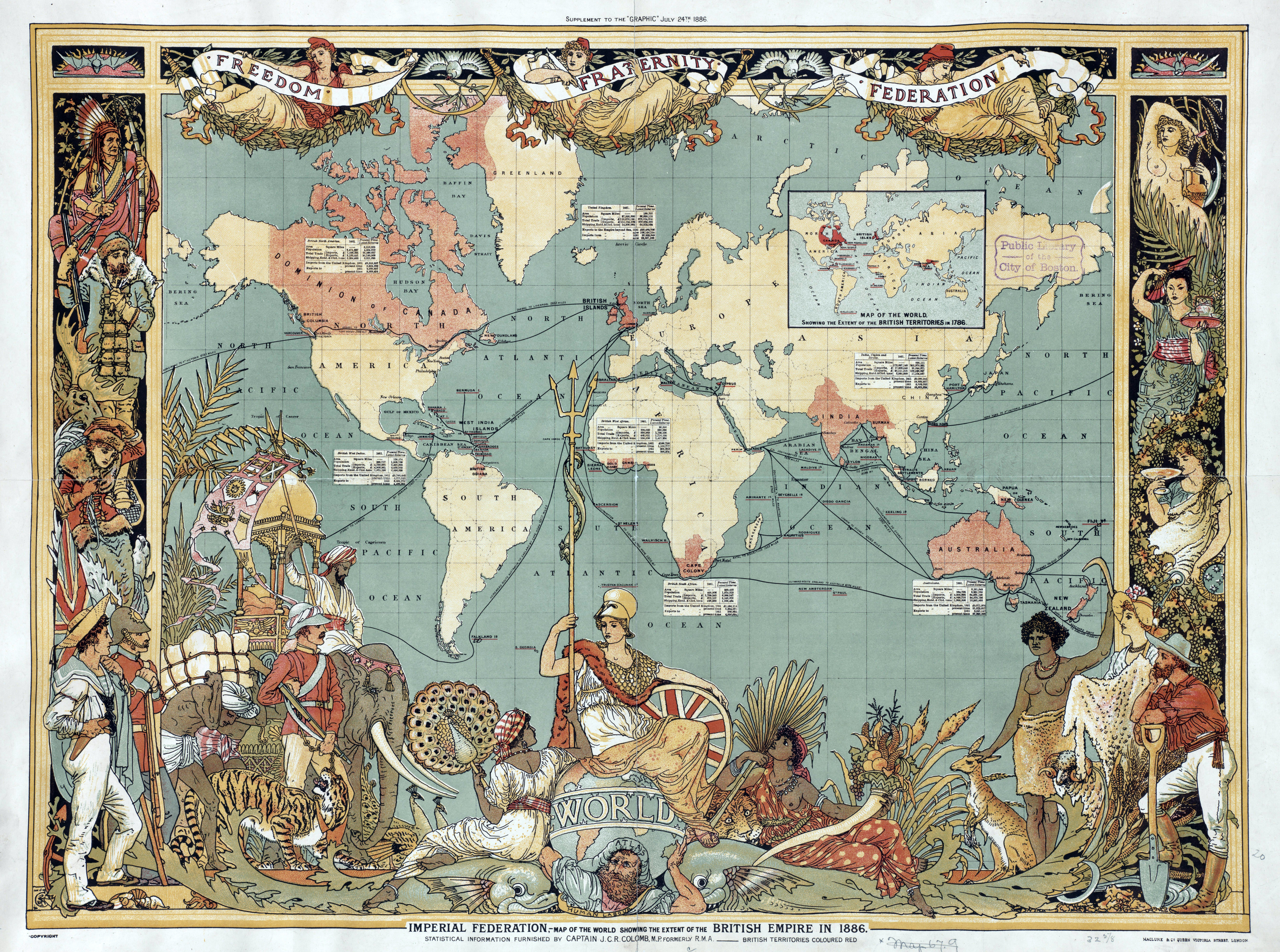
Проект имперской федерации с изображением Британской империи в 1886 году (до экспансии в Африке)

Понятие Имперской федерации относится к ряду предложений в конце XIX — начале XX века о создании федерального союза для замены Британской империи, что представлялось как альтернатива колониальному империализму. Такое предложение так и не было принято, но различные схемы были популярны в Австралии, Канаде, Новой Зеландии и других колониальных территориях. Проект поддерживали юнионисты, такие как Джозеф Чемберлен, как альтернативу предложениям Уильяма Гладстона о самоуправлении в Ирландии.
Было выдвинуто много предложений, но ни одно из них не получило поддержки большинства. Лига Имперской Федерации, основная группа защиты интересов, в 1893 году разделилась на две фракции, одна из которых выступала за имперскую оборону, а другая поощряла имперскую торговлю. Были выдвинуты различные предложения, большинство из которых призывало к созданию единого государства с имперским парламентом со штаб-квартирой в Лондоне. В конце концов, такие предложения так и не были реализованы, и деколонизация в конечном итоге произошла с подавляющим большинством британских колоний, начиная с середины XX века.
Предполагалось, что новый парламент будет совместно решать вопросы внутренней торговли, международных отношений, обороны и другие вопросы, затрагивающие всю федерацию. В новом парламенте будут представители Индии, которые будут править последней напрямую, в то время как доминионы, такие как Австралия, Канада, Новая Зеландия, Ньюфаундленд и Южная Африка, а также коронные колонии, такие как Кипр, Гибралтар, Мальта и Сингапур, будут иметь внутренние самоуправление, хоть и всё ещё подотчётное этому новому парламенту в Лондоне, аналогично передаче полномочий, предоставленных Северной Ирландии, Шотландии и Уэльсу в конце XX века. В Имперской Федерации Ирландия также должна была иметь самоуправление, что, как ожидалось, снизит спрос на независимость в Ирландии.

## Мотивы
К 1880-м годам Британская империя занимала четверть суши в мире и включала пятую часть населения мира. Не было никаких сомнений в обширности потенциала, и было согласие, что возможности были в значительной степени упущены, потому что политически и конституционно не было единства, общей политики, согласованного центрального направления, никакой «постоянной связывающей силы», по выражению Альфреда Милнера. Были созданы ассоциации и проведены обсуждения, чтобы найти решение.
Британская империя состояла из множества колоний, некоторые из которых были в основном самоуправляющимися доминионами (Канада, Ньюфаундленд, Австралия, Новая Зеландия, Южная Африка, Стрейтс-Сетлментс). Большинством из них управляли колониальные чиновники, в том числе Индией, Вест-Индией и Фиджи. Будущее империи оставалось неопределённым, так как было неясно, каким будет результат, если все колонии в конечном итоге станут самоуправляемыми. Помимо прочего, британцам было бы очень трудно поддерживать свои интересы, если бы каждая колония, по сути, уже была суверенной.
Таким образом, создание имперской федерации стало популярной альтернативой колониальному империализму. План никогда не был непоколебимым, но общим предложением было создание единого федеративного государства из всех колоний Британской империи. Федерация будет иметь общий парламент и будет управляться как сверхгосударство. Таким образом, имперское единство можно было сохранить, сохраняя при этом демократическое правление. Колонии увеличат своё влияние, а Британия сможет разделить расходы на имперскую оборону. Лучшие черты больших государств могли сочетаться с лучшими чертами малых государств. Это рассматривалось как метод решения проблемы самоуправления в Ирландии, поскольку Англия, Шотландия, Уэльс и Ирландия (наряду с другими членами Старого Содружества) будут иметь свои собственные парламенты. Вестминстер станет чисто имперским органом.
Сторонники Имперской Федерации рассматривали Соединённое Королевство как имеющее два возможных будущих: имперский союз его колоний, состоящих из разных этнических групп и сохраняющий долгосрочное значение в мировых делах, или распад империи и снижение статуса страны до второго уровня практически без влияния на мировой арене. В ответ на утверждения о том, что география выступает против федерации в таких больших масштабах, было сказано, что научные достижения решат эту проблему. Эдвард Эллис Моррис напомнил слушателям своей лекции в 1885 году, что теперь было так же легко добраться до Лондона из Мельбурна или Сингапура, как было добраться до Лондона с Оркнейских островов во время акта о союзе 1707 года или добраться до Вашингтона, округ Колумбия, из Сан-Франциско до 1869 года.
Альберт Вэнн Дайси в 1897 году предложил англосаксонское «межгражданство» во время обращения к Товарищам всех душ в Оксфорде.

## Организация
Лига Имперской Федерации была основана в Лондоне в 1884 году, а впоследствии отделения были открыты в Канаде, Австралии, Новой Зеландии, Барбадосе и Британской Гвиане. Хотя это предложение часто ассоциировалось с группами в Британской консервативной партии, оно также было популярно среди либеральных империалистов (сторонников нового империализма), таких как Уильям Эдвард Форстер. Несколько членов Лиги Имперской федерации были мотивированы этнонационализмом, черпая вдохновение в трудах таких теоретиков, как сэр Чарльз Дильк и Джон Роберт Сили, призывающих к созданию «Большой Британии», которая также включала бы преимущественно белые самоуправляющиеся колонии и доминионы. Лига не могла согласиться со своей основной ролью сосредоточения внимания либо на обороне, либо на торговле, и была распущена в 1893 году.
Канадских сторонников имперской федерации называли «канадскими империалистами», а их идеология была «канадским империализмом» в канадской историографии, поскольку в книге Карла Бергера 1970 года «Чувство силы» эта идеология была определена как отдельная от канадского национализма. Среди известных канадских империалистов были Джордж Монро Грант, сэр Джордж Роберт Паркин, Стивен Ликок, сэр Сэм Хьюз и Джордж Тейлор Денисон III.
В 1900 году Томас Хеддервик, член парламента либеральной партии из Шотландии, поднял этот вопрос в британской палате общин. Напомнив Палате представителей о вкладе Дадабхая Наороджи и Манчерджи Бхоунагри, индийских депутатов, работающих в Палате общин, Хеддервик обсудил возможность того, что автономная Индия однажды может быть представлена в имперском парламенте.

## Препятствия
Одним из главных препятствий на пути этой схемы было то, что один из её сторонников, Ричард Джебб, назвал колониальным национализмом. Предоставление полномочий суперпарламенту, состоящему из многих конкурирующих интересов, было расценено оппонентами как компромисс с полномочиями местных парламентов. Однако ведущие колониальные сторонники имперской федерации, такие как премьер-министр Австралии Альфред Дикин и министр милиции и обороны Канады сэр Сэм Хьюз, видели в этом движении способ усилить влияние доминионов на имперскую оборону и внешнюю политику. Колониальные отделения Лиги Имперской федерации фактически пережили упадок домашнего отделения в Лондоне, которое распалось в 1896 году, когда ему не удалось разрешить внутренние споры по поводу имперской торговой политики.
В то время как Джозеф Чемберлен, государственный секретарь по делам колоний с 1895 по 1903 год, сочувствовал этой идее, его предложения о постоянном имперском совете или совете Империи, который был бы своего рода директивой имперского парламента, связывающей колониальные правительства, были отклонены на Колониальной конференции 1897 года и Колониальной конференции 1902 года из-за опасений, что такая схема подорвёт автономию колоний. Точно так же были отклонены предложения о централизации вооружённых сил Империи, как и его предложения о таможенном союзе Империи. На последующих имперских конференциях предложения об имперской преференциальной торговле были отклонены британскими либеральными правительствами из-за их предпочтения международной свободной торговли. Только на Экономической конференции Британской империи в 1932 году имперские преференции будут реализованы; однако эта политика не пережила Вторую мировую войну.

## Отказ от идеи
Поддержка имперской федерации пошла на убыль после Первой мировой войны, которая вызвала усиление чувства национальной идентичности в нескольких доминионах, в частности в Канаде и Австралии. Проблемы обороны и проблемы имперского сотрудничества были частично решены через систему колониальных или имперских конференций и с растущими настроениями правительств различных доминионов в пользу большей независимости, что привело к Декларации Бальфура 1926 года и Вестминстерскому статуту 1931 года. В последний раз идея серьёзно обсуждалась на правительственном уровне на Имперской конференции 1937 года, где была отклонена.
Идея имперского единства была продолжена после Первой мировой войны Лайонелом Кертисом и движением Круглого стола, которое продолжается и по сей день в качестве форума и пропагандиста Содружества Наций, а также Королевским обществом Содружества, которое продолжает продвигать Содружество.
В последние годы, после решения Соединённого Королевства покинуть Европейский союз, многие концепции Имперской Федерации обрели новую жизнь в рамках движения CANZUK. Критики, скептически относящиеся к движению CANZUK, приводят аргумент, что «расстояние и размер торговых партнёров имеют большее значение, чем исторические связи в определении торговых отношений между странами». И наоборот, сторонники утверждают, что технологические достижения теперь позволяют летать из Соединённого Королевства в Австралию менее чем за 24 часа, что серьёзно преодолевает ограничение расстояния, которое мешало этой идее столетие назад. Они отмечают, что интернет и возможность мгновенного обмена сообщениями/звонками с другим концом света значительно расширили возможности связи между этими четырьмя странами (Канада, Австралия, Новая Зеландия, Великобритания). В августе 2018 года Консервативная партия Канады предложила договор CANZUK, направленный на достижение свободной торговли товарами и услугами, безвизовый режим поездок, взаимное здравоохранение, расширение выбора для потребителей, усиление защиты путешествий и координацию безопасности между четырьмя странами. Соглашение CANZUK уже имеет политическую поддержку в других странах CANZUK, при этом новозеландская партия ACT, Британская юнионистская партия и Либертарианская партия Великобритании открыто заявляют о своей поддержке CANZUK. Австралийские либерал-демократы не упоминали CANZUK напрямую, но заявили о поддержке политики, которая соответствует целям CANZUK.